# طاهره قرةالعین
فاطمه برغانی قزوینی (۱۲۳۰، ۱۲۳۱ یا ۱۲۳۳ قمری – ۱۲۶۸ قمری) ملقب به زرین‌تاج، زَکیّه، اُمّ سَلَمَه و مشهور به طاهره و قُرَّةُالعَین، شاعر، خطیب، مجتهد، عارف، محدث ایرانی، از نخستین مریدان سید علی‌محمد باب و از رهبران جنبش باب بوده است.
پدر و مادرش هر دو مسلمان و مجتهد بودند. وی همانند یکی از عموهایش ابتدا به شیخیه گرایش پیدا کرد و برای مدتی رهبری بخشی از شیخیه در کربلا و عراق را به دست گرفت. با علنی شدن دعوت سید علی‌محمد باب، طاهره به وی گروید و بدون آنکه موفق شود تا پایان عمر او را از نزدیک ببیند، در زمره نزدیک‌ترین یاران او درآمد. او نخستین زن آیین بابیه بود که روبنده از صورت برگرفت و اعلام نمود که با آمدن آیین بیانی، احکام اسلام ملغی شده است.
قُرةالعَین به اتّهام دست داشتن در قتل عموی بزرگش محمدتقی برغانی معروف به «شهید ثالث» بازداشت شد و سه سال بعد، مدتی پس از ترور نافرجام ناصرالدین‌شاه و هم‌زمان با بسیاری از بابیان دیگر، در تهران به جرم فساد فی‌الارض اعدام شد. او اولین زنی بود که به این اتهام اعدام شد.
از طاهره، اشعاری باقی مانده است که بر سر انتساب پاره‌ای از این اشعار به وی اختلاف نظر، وجود دارد. از سویی طاهره تفسیری انقلابی از بابی‌گری ارائه کرد که موجب جدایی در جامعه بابی‌ها در ایران و عراق گردید؛ ولی از سوی دیگر همین تفسیر باعث پیوند موعودگرایی با مفهوم باب شد. طاهره برترین شخصیت زن در آیین بیانی و سومین و شناخته‌شده‌ترین شخصیت زن در آئین بهایی است. یکی از مشهورترین کارهای او برداشتن روبنده در واقعه بدشت در شاهرود بود. برخی نویسندگان معاصر این عمل را در جهت آزادی زنان و عملی فمینیستی توصیف کرده‌اند. اما دیدگاه مقابلی، طاهره را فعال فمینیست ندانسته و کارهایی مانند برداشتن روبنده در واقعه بدشت در شاهرود را بیشتر نمادی از الغای شریعت اسلام و اعلام شریعتی نو به نبوت سید علی‌محمد باب می‌داند. با این حال تباین چندانی بین این دو دیدگاه وجود ندارد. اکثر روایتهای معاصر یکی از اصلی‌ترین تأثیرات اجتماعی آئین بابی را که طلیعه آئین بهائی محسوب می‌شود، بهبود وضعیت زنان می‌دانند. سید باب در عمل با پشتیبانی و دفاع از کشف حجاب و سایر فعالیتهای انقلابی طاهره و انتصاب او در شمار حروف حی (هجده حواری اولیه او) حمایت خود را از حقوق زنان نشان می‌داد.
طاهره جایگاهی را که اجتماع برای زنان تعیین کرده بود به چالش کشید، و به طرح مسئله آن پرداخت. درست است که دغدغه‌های‌های طاهره اساساً الهیاتی بودند، اما درخواست صریح وی که به او به عنوان یک زن فضایی داده شود تا خودش فکر کند، به بیان عقایدش بپردازد و صدایش در فضای عمومی شنیده شود، به‌طور قابل توجهی اعتبار جایگاهی که به زنان داده شده بود را زیر سؤال برد. او به عنوان یک متکلم و شاعر سخنور، سکوت و حاشیه ای را که ویژگی زنان دوره او بود به چالش کشید. او نقش‌های جنسیتی موجود را کنار گذاشت تا نقش‌های جدیدی بیافریند.
با اینکه جنبش فمینیستی در ایرانِ آن زمان هنوز آغاز نشده و حتی به مخیله زنان هم نرسیده بود، اما شرح زندگی طاهره به وضوح نشان می‌دهد که او در هر مرحله از زندگی تجسمِ آن جنبش بود. طاهره حتی قبل از گرویدن به آیین بابی، به‌طور مکرر و آشکار برخی از محبوب‌ترین و دیرینه‌ترین هنجارهای جامعه خود را به چالش می‌کشید. تمام داستان زندگی او در واقع بیان مخالفت و نارضایتی از نقش‌های در دسترس زنان است. در واقع، او با رفتار خود نه تنها دین مستقر بلکه کل ساختار جامعه مرد محور را برهم زد. او از فضایل زنانه تسلیم، خانه‌داری، عدم حضور در دید عموم و سکوت دوری کرد. او با قدرتِ بیان به جای سکوت، ساختارشکنی به جای فرمانبرداری و حرکت به جای حصار کشیدگی، ارزشهای حاکم بر نظم مستقر را به چالش کشید.

## تولد و نام‌ها
نام کامل او فاطمه زرین‌تاج برغانی قزوینی است. به گفتهٔ افسانه نجم‌آبادی و ریچارد فولتز نام او فاطمه‌بیگم برغانی بوده است. عباس افندی گفته است که طاهره، در کودکی ام‌سلمه نامیده شد، نام‌های دیگر طاهره، قره‌العین، زرین تاج، زکیه، و هنده می‌باشد. مردم قزوین وی را با نام دختر آقا یاد می‌کردند. نام «فاطمه»، برای بسیاری از بابی‌ها، مفهومی از بازگشت و رجعت فاطمه زهرا، دختر پیامبر اسلام را القا می‌نمود. وی پس از آن‌که با سیدکاظم رشتی، رهبر شیخیه، مکاتبه و ارتباط برقرار کرد توسط او قرةالعین (مجازاَ به معنای نور چشم؛ مایهٔ سرور، یا روشنی چشم) نامیده شد. مورخ عراقی، علی الوردی، در کتاب لمحات اجتماعیّه، موی وی را بور و زرین عنوان کرده و آن را دلیل بر لقب زرین تاج به وی دانسته است، زیرا که او را صاحب تاج طلایی می‌داند.
دربارهٔ منشأ لقب «طاهره» اتفاق نظر وجود ندارد. شوقی افندی، عباس افندی، ملامحمد زرندی و مارتا روت به عنوان منابع بهایی گفته‌اند که نام طاهره توسط حسین‌علی نوری، رهبر بهائیان، به او اطلاق شده است. بلومفیلد و سوزان استایلزمنک یک نامه سید علی‌محمد باب به وی را سرآغاز استفاده این لقب دانسته‌اند.
ریچارد فولتز سال تولد طاهره را ۱۸۱۴ م (۱۲۳۰ یا ۱۲۳۱ ق) می‌داند. به نوشته دنیس مک‌ایون بیشتر منابع سال تولد طاهره را ۱۸۱۷ م (۱۲۳۳ ق) نوشته‌اند، اما او براساس مدارک ثبت شده در نزد خانواده و بازماندگان طاهره، تولد او را ۱۲۳۰ یا ۱۲۳۱ ق (۱۸۱۴م) می‌داند. سوزان استایلزمنک نیز تولد او را ۱۲۳۳ق (۱۸۱۷م) ذکر کرده است. موژان مؤمن نیز گزارش می‌کند که اغلب منابع بهایی تاریخ تولد طاهره را ۱۲۳۳ق (۱۸۱۷م) ثبت کرده و علی الوردی تاریخ تولد وی را بر اساس مدارک موجود نزد بازماندگان وی، ۱۲۳۰ یا ۱۲۳۱ ق (۱۸۱۴ م) استخراج نموده است.

## خانواده

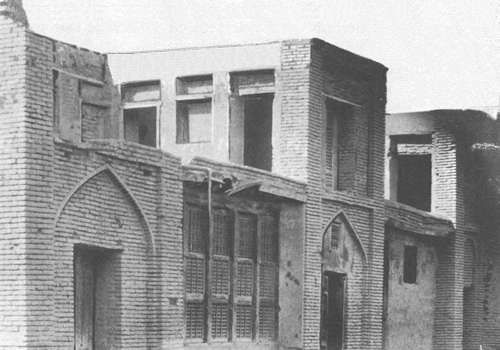
خانه پدری طاهره در قزوین

طاهره در یک خانوادهٔ روحانی شیعه در قزوین به دنیا آمد. مادرش آمنه خانم قزوینی، و پدرش ملا محمدصالح برغانی هر دو مجتهد بودند. علاوه بر این پدرش به واسطه تفسیر قرآن و تألیف بیش از سیصد کتاب دینی، شهرت و مرجعیتی در میان اهالی قزوین داشته است. خانواده مادری او پیرو شیخیه بودند. اما خانواده پدری او از اصولیان معتقد و ثروتمند به‌شمار می‌آمده‌اند. وی دست‌کم سه برادر به نام‌های عبدالوهاب، محمدحسن و محمد و یک خواهر به نام مرضیه داشته است. موژان مؤمن او را بزرگ‌ترین دختر از میان هفت دختر و هشت پسر خانواده برغانی می‌داند.
او همچنین عروس عمویش محمدتقی برغانی ملقب به شهید ثالث بود. حاصل ازدواج او در چهارده سالگی یا سیزده سالگی با پسرعمویش ملا محمد برغانی، چهار یا سه فرزند به نام‌های شیخ ابراهیم، شیخ اسماعیل و شیخ اسحاق و دختری به نام زینب یا سارا بود. در وجود فرزندی به نام شیخ اسحاق، میان منابع اختلاف وجود دارد. از میان فرزندان، هیچ‌کدام از مادر خود در زمینه گرایش به شیخیه و سپس گرویدن به باب پیروی نکردند.
تکفیر شیخیه توسط پدرشوهر طاهره و اختلاف عقیده شوهرش با آنان، باعث شد تا طاهره و همسرش از یکدیگر جدا شوند. در این زمان طاهره به مدت سه سال به کربلا بازگشت ولی فرزندان وی نزد پدر خود باقی ماندند. به گفته عباس امانت، به نظر نمی‌رسد که زندگی آنان از آغاز، خالی از نزاع‌های خانگی بوده باشد.

## تحصیلات و گرایش به شیخیه

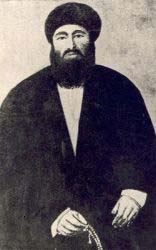
سید کاظم رشتی، رهبر شیخیه

طاهره در کودکی حافظ قرآن بود و به حل مسائل فقهی علاقه نشان می‌داد. او توانست تحصیلات عالی حوزوی نزد پدر و مادرش و همچنین سایر اعضا خانواده داشته باشد
او ادبیات و شعر فارسی را نزد مادر خود و فقه، اصول، حدیث و تفسیر را نزد پدر، برادر (عبدالوهاب) و عمویش (شهید ثالث) فراگرفت. وی همچنین فلسفه، حکمت و عرفان را نزد دو تن از پسرعموهای پدرش آموخت. برخی منابع ، بلاغت و فصاحت کلام وی را تأیید کرده‌اند.
دنیس مک‌ایون گفته که در مقطعی از زمان او تصمیم گرفت تا با مراجع شیعه مکاتبه کند و از آنان اجازه اجتهاد بگیرد. از نوشته‌های خود او چنین برمی‌آید که مجتهدان شیعه در عین حال که طاهره را دارای شرایط اجازه اجتهاد می‌دانستند، اعطای اجازه به یک زن را خلاف عرف می‌دانستند.
چه به‌طور مستقل یا آنطور که گفته‌شده است تحت تأثیر پسر دایی‌اش، ملاجواد ولیانی یا عمویش ملامحمدعلی برغانی، طاهره به شیخیه گرایش پیدا کرد. پس از ازدواج، او مشتاقانه دروس شیخ احمد احسایی (مؤسس مکتب شیخیه که عموی کوچکترش ملامحمدعلی برغانی نیز به او گرایش داشت) را دنبال می‌کرد. شوهر و پدرشوهر طاهره بر سر مسایل اعتقادی با وی دشمنی داشتند. مبنای اعتقادی شیخیه چهار اصل توحید، نبوت، امامت و رکن چهارم بود. آنان معاد و عدل را در زمره اصول دین نمی‌شمردند و در عوض به رکن چهارم یا باب امام زمان اعتقاد داشتند.

## اقامت در عراق
طاهره اندکی پس از ازدواج و به همراه همسرش برای سیزده سال به کربلا و نجف رفت و تحصیلات در زمینه فقه، کلام و سایر علوم دینی را دنبال نمود. او موفق شد در کربلا در محضر سیدکاظم رشتی تحصیل نموده و در سال ۱۸۴۱ به همراه همسر و خانوده‌اش به قزوین بازگردد. در طول این مدت، همسرش به تحصیل نزد ملامحمدباقر قزوینی از روحانیون اصولی می‌پرداخت و طاهره به شیخیه گرایش داشت. در بازگشت به قزوین این دو از یکدیگر جدا شده و پس از وقفه‌ای سه ساله، در سال ۱۸۴۴ طاهره به همراه خواهر و شوهرخواهرش به کربلا بازگشته‌اند.
در طول این سه سال، طاهره افکار جدید شیخی را به‌صورت علنی تبلیغ می‌کرد. همین باعث شده بود تا همسر، عمو و پدرش او را به خاطر گرایشش به شیخیه سرزنش کرده و او را از مطالعه بیشتر افکار شیخی برحذر بدارند. به نظر می‌رسد او نیز ابتدا از حمایت عموی کوچکترش ملاعلی و بعدتر از حمایت شوهرخواهرش ملامحمدعلی قزوینی (که بعدها یکی از حروف حی شد) برخوردار بوده است. طاهره بعد از شیخ احمد احسایی، با جانشین او سید کاظم رشتی، رهبر شیخیه مکاتبه داشت. در همین مکاتبات بود که به وسیله او به «قره‌العین» ملقب شد. سیدکاظم رشتی سخت تحت تأثیر استعداد این زن جوان قرار گرفت. از طرفی او خوشحال بود که در میان خانواده برغانی، که شیخیه را تکفیر کرده بودند، به‌جز ملاعلی هواداری دیگر نیز یافته است.
در این میان طاهره تصمیم گرفت با خواهر و شوهرخواهرش دوباره به کربلا بازگردد. ملاصالح نتوانست او را از تصمیم خود بازگرداند. از سوی دیگر ملا صالح هرگز فتوای تکفیر شیخیه توسط برادرش را تأیید نکرده بود. بنابراین سفر دوم طاهره به کربلا در حدود سال ۱۸۴۳ انجام شد. ولی سیدکاظم رشتی حدوداً ۱۰ روز پیش از رسیدن طاهره به کربلا درگذشته بود. طاهره با حمایت بیوه سید کاظم رشتی، اجازه یافت که به تدریس شاگردان سیدکاظم از پس پرده بپردازد.

### گرویدن به باب

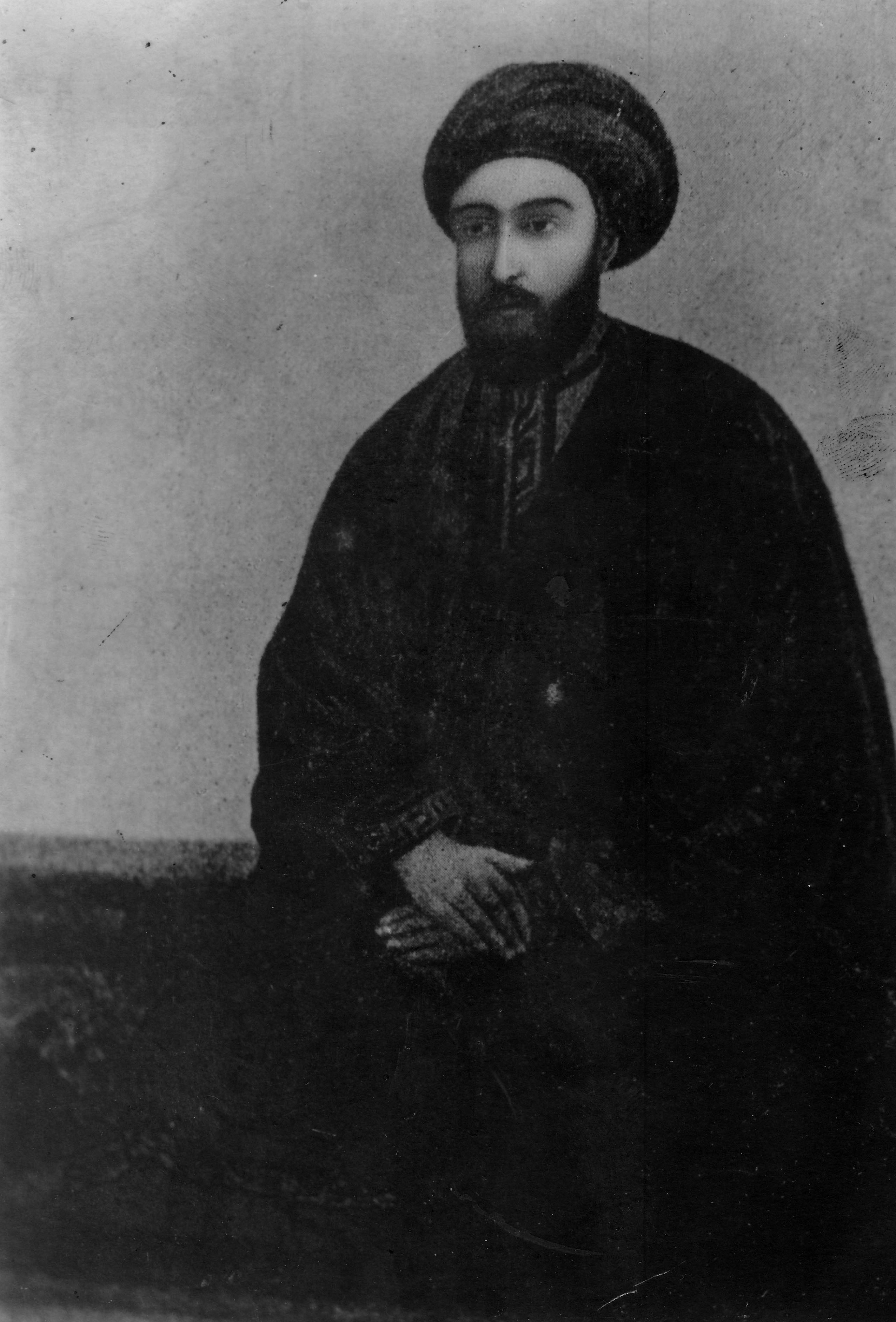
سید علی‌محمد شیرازی مشهور به باب

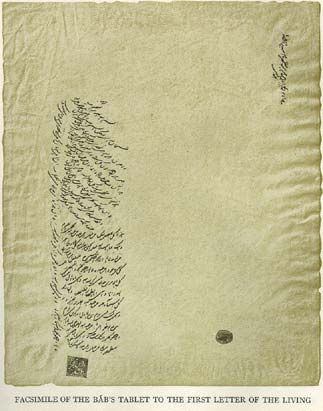
لوح حروف حی به خط سید علی‌محمد باب

منابع اولیه موجود، در مورد سال‌های بعدی زندگی طاهره متناقض هستند. بیشتر منابع چنین می‌نویسند که طاهره زمانی که احتمالاً از طریق ملا علی بسطامی اخبار دعوت سیدعلی محمد باب را شنید، دوباره در کربلا حاضر بود. اما طاهره در نامه‌اش به پسر دایی‌اش ملا جواد ولیانی تأکید کرده است که او زمانی که در قزوین بوده، در مورد ظهور باب شنیده است. به گفته دنیس مک‌ایون طاهره احتمالاً اندکی پس از این و هم‌زمان با آمدن ملا علی بسطامی، به کربلا برگشته است.
به گفته ادوارد براون، طاهره در زمانی که در کربلا مشغول تدریس بود، عریضه‌ای به شیعه کامل یا همان رکن چهارم ناشناس نوشت و آن را به ملاحسین بشرویه که از شاگردان برجستهٔ سیدکاظم رشتی بود، سپرد. وی همچنین از ملاحسین خواست تا هرگاه به «رکن چهارم» دست یافت، بدون تأمل این عریضه را تقدیم او کند. شش ماه بعد از مرگ سیدکاظم رشتی، ملاحسین بشرویه به شیراز رسید و سیدعلی‌محمد شیرازی را شایستهٔ احراز مقام «شیعهٔ کامل» دید و نه تنها خود به جرگهٔ مریدان او درآمد، بلکه با ارائه نامهٔ از پیش نوشته شدهٔ قره‌العین، او را نیز در زمرهٔ حروف حی یا هجده نفر اولی که سیدعلی محمد را «باب» ارتباط با امام غایب می‌شناختند، محسوب کرد. او همچنین نخستین زنی بود که به آئین جدید گروید. بهائیان معتقدند که او از طریق رؤیای صادقه به سید علی‌محمد باب ایمان آورده است. در این راستا، ملا علی بسطامی در عراق به دیدار طاهره می‌رود. او تفسیر سوره یوسف یا قیوم الاسماء را به طاهره می‌دهد. طاهره یکی از جملاتی که در خواب دیده بود را در آن کتاب می‌بیند و لذا به باب ایمان می‌آورد. از میان ۱۸ حروف حی که به عنوان ۱۸ مؤمن اولیه به باب بودند، ۱۷ نفر آن‌ها از طریق خواب به باب ایمان آوردند. به هرحال، طاهره هیچ‌گاه تا پایان عمر، علی‌محمد باب را از نزدیک ندید.
در مقابل دیدگاه اکثریت در مورد گرویدن طاهره به آئین باب، دیدگاه اقلیتی وجود دارد که ضمن تأیید گرایش قرةالعین به شیخیه، بابی بودن او را مردود می‌دانند. جمعی از اعضای خانواده و بازماندگان وی و همچنین چندتن از شخصیت‌های دینی بر این نظرند که مورخان مستقل آن دوره به واسطه جّو مذهبی و سیاسی حاکم بر محیط، سکوت اختیار کردند و مورخان نزدیک به حکومت قاجاریه، دیدگاه‌های رسمی حکومت را به عنوان واقعیت منعکس کردند. زینب، تنها دختر طاهره که در تمام سفرها وی را همراهی کرد و در دوران حبس او در تهران تا زمان اعدام با وی در ارتباط بود، بر مرگ مادرش به مذهب شیعه تأکید کرده است. همچنین شیخ ابراهیم، پسر بزرگ وی نیز او را مسلمان دانسته و به عبادات اسلامی او در زندان خانگی، پیش از اعدام، استناد نموده است.

### حضور در کاظمین، کربلا و بغداد
به گفته افسانه نجم‌آبادی او به تدریج رهبر شیخیه اقلیت شد که سرانجام به جنبش سید علی‌محمد باب پیوستند. لاوسون نیز بر رهبری او بر شیخیه در عتبات تأکید کرده است. اکثریت شیخیه، پیرو محمدکریم‌خان کرمانی شدند و از پیروی سید علی‌محمد باب خودداری کردند. در کربلا طاهره به‌عنوان نماینده رسمی بابیان درآمد و خود باب، در بیش از یک نامه، این نقش طاهره را تأیید کرد. به‌گفته دنیس مک‌ایون عملکرد طاهره در این نقش، باعث برانگیختن سوءظن‌ها و دشمنی‌هایی علیه بابیان شد. همچنین در دوران فعالیت طاهره در کربلا انشقاق و جدایی بین پیروان باب در کربلا پیش‌آمد. از مهم‌ترین آن‌ها انشقاقی بود که بین طاهره و طرفدارانش از یک طرف و ملااحمد معلم حصاری و پیروانش از سوی دیگر به‌وجود آمد. ملااحمد دلیل مخالفتش را با طاهره، بدعتهای نادرستی عنوان می‌کرد که به‌گفته او توسط طاهره در تعالیم باب به‌وجود آمده است.
در سال ۱۸۴۶ طاهره برای مدت ۶ ماه به کاظمین رفت و در آن‌جا به تدریس پرداخت. موژان مؤمن گزارش می‌کند که او در این شهر به فتوای خود که بر اثر اجازه علی‌محمد باب بود، گاهی در گرما روبنده از صورت بر می‌گرفته است. در سایر مواقع تدریس او به مردان از پس پرده انجام می‌شد.
کتاب لمحات اجتماعیه می‌نویسد با بازگشت طاهره از کاظمین (که مدت ۶ ماهی در آنجا به سربرد) به کربلا در سال ۱۸۴۷ میلادی، وی دیگر طریق تقیه را کنار نهاد و به تبلیغ آشکار پرداخت. در این میان شکافی بین بابیان ایجاد شد. عده‌ای طرفداران طاهره بودند که به قرتبه شهرت یافتند. در میان قرتبه ملاّ باقر تبریزی یکی از حرف حی دیده می‌شد. گروه دیگر با شیوه طاهره در ابلاغ آشکار آئین باب موافقت نداشتند. این گروه به طرفداری از ملاّ احمد خراسانی (حصاری) که سرپرست خانه جناب سیّد کاظم رشتی بود پرداختند. نظر الوردی مبنی بر دو گروه شدن بابیان مستند به دو مدرک است. اول کتاب عقاید الشیخیه که ملا احمد حصاری مؤلف آن است و در آن از طاهره انتقاد کرده است و او را به جای بنت صالح، بنت طالح خوانده است. مدرک بعدی رساله شیخ سلطان کربلایی است. این رساله در جلد سوم کتاب ظهور الحق آمده است. شیخ سلطان در این رساله از طاهره دفاع کرده است و با ملا احمد مخالفت نموده است. احمد حصاری بعد از شنیدن نامه‌ای که در آن باب صریحاً از طاهره دفاع کرده بود و او را ستوده بود که به درک مفاهیمی از دیانت بابی موفق شده که دیگران بدان پی نبرده‌اند، سکوت اختیار کرد و دیگر معترض طاهره نشد
طاهره در منزل رشتی برای سه گروه، جلسات درس جداگانه تشکیل می‌داد. جلساتی که بر روی هر علاقه‌مندی باز بود؛ کلاس‌هایی که مخصوص مردان بابی بود و همچنین کلاسی که مخصوص زنان بابی بود. علاوه بر این‌ها، طاهره جلساتی داشت که به خواص یاران او تعلق داشت و در آن‌ها تعالیم خاص شیخیه و بابیه را مطرح می‌کرد. او در کربلا محبوبیت زیادی در میان شاگردان خود به‌دست‌آورد. طاهره همچنین به ترجمه کتاب قیوم‌الاسماء باب پرداخت و هر روز آن کتاب را در مدرس خویش تفسیر و تدریس می‌کرد.
با بازگشت طاهره به کربلا، شایعه بابی شدن وی نیز به گوش علمای شیعه رسید. علمای کربلا خواهان اخراج طاهره از شهر بودند. او در ماه محرم خشم علما را با پوشیدن تعمدی لباس‌های شاد و ظاهر شدن بی‌نقاب به بهانه جشن تولد باب برانگیخت. به نوشته محمد حسینی، در منزل سید کاظم، هرساله مراسم روضه خوانی به مناسبت محرم برپا می‌شده است. طاهره در زمان سکونتش در کربلا و پس از مرگ سید کاظم، در ماه محرمی، مراسم عزاداری حسین بن علی، امام سوم شیعیان، را تعطیل کرد، زیرا که با شب تولد باب قرین شده بود. به جای آن مراسم حنا بندان راه انداختند، لباس‌های رنگین پوشیدند. بنابراین گروهی به تحریک روحانیان کربلا به محل سکونت وی حمله کردند. حکومت عثمانی ناچار به مداخله شد و ابتدا وی را در کربلا در حبس خانگی نگه داشت. سپس وی را به بغداد اعزام نمود. طاهره سرانجام در اوایل سال ۱۸۴۷ میلادی در خانه شهاب‌الدین آلوسی، مفتی اهل سنت بغداد، در حبس خانگی قرار گرفت.

### اخراج از عثمانی و بازگشت به ایران
در همین زمان فعالیت‌های طاهره باعث آزردگی خانواده او در قزوین شده بود. همچنین کارهایی مانند کشف حجاب طاهره باعث رواج شایعاتی در مورد بی‌اخلاقی‌های طاهره شده بود. در چنین موقعیتی پدر طاهره از طریق خویشاوندی در عراق، والی عراق را ترغیب نمود، که طاهره را به ایران برگرداند.
مدتی بعد و در سال ۱۸۴۷ میلادی، طاهره به دستور حاکم عثمانی عراق از عراق اخراج شد. او قصد داشت مستقیم به تهران و نزد شاه برود و بخت خود را برای دعوت او به آئین خود آزمایش کند؛ ولی پدرش متوجه شد و کسانی را به استقبال او فرستاد تا از میانه راه او را به قزوین بازگردانند.
سفر طاهره از عراق تا قزوین حواشی زیادی داشت. او به هر آبادی‌ای می‌رسید شروع به تبلیغ آئین باب می‌کرد. در کرند غرب حدود ۱۲۰۰ نفر به او پیوستند. در کرمانشاه، همسر حاکم این شهر پیرو او شد. او برای مدت ۴۰ روز، با روحانیون این شهر مناظره کرد. در شهر صحنه اهل حق استقبال زیادی از او کردند. در همدان طاهره موفق شد ملاقات‌هایی را با برخی روحانیون و زنان شاخص شهر ترتیب دهد. بسیاری از گروندگان به آئین جدید در طول این سفر، از خاندان سلطنتی بودند. در همدان مدتی در خانه پزشکی یهودی بنام عازار ساکن شد اما از ترس برانگیختن شورش‌های ضدیهودی، به‌خاطر پناه دادن یک خانواده یهودی به یک زن شورشی، طاهره مجبور به ترک آن خانه شد.

## بازگشت به قزوین
سرانجام طاهره پس از سه سال به قزوین بازگشت. در قزوین پدر طاهره تلاش کرد تا وی را از آئین باب منصرف کرده و به خانه شوهر سابقش بازگرداند، اما این تلاش ناموفق بود. همچنین با بازگشت طاهره به قزوین، ملامحمد، همسر طاهره، نیز برای برگرداندن طاهره به زندگی مشترکش تلاش کرد. محمدحسینی به نقل از زرندی می‌نویسد، ملامحمد به وسیله چندی از زنان پیغامی به همسرش فرستاد و درخواست کرد که به خانه او برگردد. طاهره در جواب همسرش می‌گوید: «از قول من به آن نادان بیشعور بگویید، اگر در ادّعای قرابت و خویشاوندی بامن راه صداقت می‌پیمودی و علاقه قلبی واقعی داشتی در این مدّت که من در کربلا بودم لااقلّ به دیدن من می‌آمدی و در حین مسافرت از کربلا به ایران با من همراه می‌شدی. پیاده راه می‌پیمودی و با کمال صمیمیّت کجاوه مرا محافظت می‌کردی و تمام راه را بخدمت من می‌پرداختی. آن وقت چون صمیمیّت تورا مشاهده می‌نمودم از خواب غفلت بیدارت می‌ساختم و حقیقت امرالهی را برای تو شرح می‌دادم. حال که چنین نکردی و مدّت سه سال می‌گذرد که از هم جدا هستیم بهتر آن است که این مفارقت ابدی باشد؛ یعنی نه در این دنیا و نه در جهان دیگری برای ما ملاقات و اجتماع میسّر نشود. آری جدائی ما ابدی و مفارقت ما دائمی است. من از تو چشم پوشیدم و دیگر مورد اعتناء نخواهی بود.» ولی دامنه اختلافات خانوادگی در میان خانواده برغانی به طاهره و شوهرش خاتمه نیافت. اختلاف میان ملاعلی (عموی کوچکتر طاهره که بابی شده بود) با برادران بزرگترش شدت یافته بود. شوهرخواهر طاهره و برادرش (که به تازگی او هم بابی شده بود) در سوی دیگر اختلافات بودند.
از طرفی با ورود طاهره به قزوین، درگیری‌های عمومی نیز در این شهر فزونی یافت. اصولی‌ها و در راس آنان خانواده پدری طاهره از منابر به تبلیغ وسیع علیه بابی‌ها پرداختند و مردم را از معامله با آنان منع کردند. این احکام به تدریج منجر به درگیری‌هایی در بازار قزوین شد. به تعبیر امانت، جنگ حیدری و نعمتی در شهر قزوین حاکم شد.

### ترور محمدتقی برغانی

پرده مجلس ترور محمدتقی برغانی در هنگام عبادت. این نگاره هفت سال پس از ترور و در کتاب مجالس المتقین که به قلم شهید ثالث نوشته شده بود، انتشار یافت. به گفته موژان مؤمن، «بدون شک زنی که در سمت راست و بر بالای سر قاتل بی‌حجاب بوده و شراب به دست دارد، نمادی از طاهره است»

اندکی بعد محمدتقی برغانی، پدرشوهر سابق طاهره که رهبر مذهبی شهر شمرده می‌شد، در مسجد و هنگام عبادت مورد حمله قرار گرفت و کشته شد. با آنکه قاتل که یک فرد شیخی بود و از شیراز به قزوین آمده بود، دستگیر و زندانی شد و پیش از قصاص به جرم خود اعتراف کرد، ولی در قزوین شایع شد که طاهره در ترور عمویش دست داشته است. همسر سابق طاهره، ملامحمد تقی، وی را متهم به صدور فرمان قتل کرد.
در نتیجه حاکم قزوین او را زندانی کرد، ولی طاهره موفق شد با کمک زنان بابی دیگر، از زندان بگریزد و به تهران برود.
طاهره با مطالعه کتاب قیوم الاسماء که ملا علی بسطامی در کربلا به او تقدیم کرده بود به باب گروید. در تعالیم کتاب قیوم الاسماء مطالب متنوعی از مدل برخورد خشونت‌آمیز و جنگ با غیر مؤمنین به باب آمده است. طبق گفته محمد حسینی در کتاب حضرت طاهره، وی در سفرهایش از عراق به ایران، در هر جایی به تبلیغ و تدریس کتاب قیوم الاسماء پرداخت. با این حال، صبیر آفاقی دست داشتن او در هر گونه عمل خشونت‌آمیز علیه اعضای خانوادهٔ خود را نامحتمل دانسته است. عباس امانت نیز با قاطعیت هرگونه نقش یا اطلاع طاهره را در این ترور رد می‌کند، ولی حمید دباشی نتیجه‌گیری امانت را «شتابزده» ارزیابی می‌کند. وی در ادامه می‌افزاید: «قره‌العین می‌توانسته، به دلایلی کاملاً قابل توجیه برای هدف انقلابی‌اش، دستور ترور ملاتقی را، که مزاحم‌ترین دشمن شیخیه و بابیه در قزوین بود، داده باشد؛ ولی همانند هر ارتباط پنهانی دیگری در یک ترور سیاسی، هیچ راهی برای اطمینان له یا علیه آن وجود ندارد.»

## گردهمایی بدشت
در نوشته‌های اولیه باب، بر ضرورت پیروی پیروان او از دستورهای دین اسلام -حتّی در مستحبات و نوافل- تأکید شده بود و شواهدی وجود دارد که بابی‌ها، به همان اندازه که بعد تر مشهور به ردّ دین اسلام شدند، در این دوره معروف به پایبندی کامل به سنّت‌های اسلامی بودند. با این حال عناصری در ادعای باب - به عنوان مدعی مأمور رسمی خدا- وجود داشت که این موضع محافظه کارانه باب را تهدید می‌کرد. به نظر می‌رسد طاهره پیش از حتّی خود باب به مفهوم قدرت بالا دستی باب در امور مذهبی دست یافته بود و آن را با ایده‌هایی که از شیخیه نشأت گرفته بودند پیوند داد. قرةالعین، شاید نیروی محرکه رویدادهای بدشت در سال ۱۸۴۸ میلادی بود.
به گفته ریچارد فولتز، این طاهره بود که در تهران به فکر تشکیل جلسه‌ای با حضور همه بابی‌های سرشناس افتاد. برجستگان بابی دعوت او را پذیرفتند و در ربیع‌الثانی سال ۱۲۶۴ هجری قمری و هم‌زمان با محاکمه سیدعلی‌محمد باب در آذربایجان، این اجتماع در روستای بَدَشت از توابع شاهرود که روستایی در تقاطع راه تهران-مشهد و راه مازندران-هزارجریب-شاهرود بود تشکیل شد.
دربارهٔ وقایعی که در بدشت رخ داد، منابع مختلف نظرات گوناگونی ابراز کرده‌اند. بر روی بسیاری از جزئیات رویدادها اختلاف نظر وجود دارد. نگار متحده مدت کنفرانس را سه هفته ذکر کرده است. ولی هدی محمودی مدت کنفرانس را ده روز می‌داند.
دربارهٔ اهداف تجمع بابیان در بدشت، افسانه نجم‌آبادی می‌نویسد به‌دنبال شدت گرفتن سرکوب بابیان، رهبران بابی در بدشت جمع شدند تا در مورد سمت و سوی آینده آئین جدید تصمیم بگیرند. از دیدگاه خوان کول، هدف از گردهمایی بدشت آزادسازی سیدعلی‌محمد باب بود که در آن زمان در قلعه ماکو در زندان بود. ماریون وودمن هدف کنفرانس را اعلام جدایی و استقلال کامل آئین باب از اسلام دانسته است. به گفته منگول بیان اینکه سران بابی در بدشت به دنبال یک قیام مسلحانه بودند مطلقاً غیرقابل تردید است.
در بدشت اختلاف از یک سو بین طاهره که خواستار جدایی کامل آئین باب از اسلام و اقدام نظامی برای دفاع از جامعه بابی بود و محمدعلی بارفروشی از سوی دیگر که محافظه کارتر بود و در ابتدا خواستار آن بود که این آئین در قالب جنبشی با هدف نوزایی اسلام باقی بماند شدت گرفت.
طاهره در اجتماع بدشت سخنرانی نمود و با حاضر شدن بدون نقاب روبنده حاضران را شوکه کرد. او همچنین جدائی دین بابی از دین اسلام و نسخ احکام و سنن قدیم را اعلام نمود. این اتفاق باعث افزایش نگرانی‌های دولتیان و علما در آن زمان شد. به گفته امانت، بیشتر منابع تأکید دارند که طاهره پیش از واقعه بدشت هیچ‌گاه بدون روبنده در میان عموم حاضر نشده است.
حضور طاهره بدون روبنده در جمع مردان، موجب اختلاف میان بابیان شد. ادوارد براون گزارش می‌کند که گروهی از بابیان به آنچه می‌دیدند باور نداشتند و گمان می‌کردند که حجاب قرةالعین فقط کمی «لغزیده» است. گروهی از بابیان به تردید افتاده و به رهبری محمدعلی بارفروشی با وی مخالفت کردند. سرانجام طاهره موفق شد در یک مباحثه محمدعلی بارفروشی را متقاعد کند که احکام شریعت اسلام ملغی شده است. بهائیان مباحثات بین محمدعلی بارفروشی و طاهره را هماهنگ شده و قهر آنان را ظاهری می‌دانند
طاهره به همین مناسبت شعری نیز سرود و ملغی شدن احکام اسلامی را چنین تشریح کرد:
| ای عاشقان ای عاشقان شد آشکارا وجه حق |  | رفع حجب گردید هان از قدرت رب‌الخلق         |
| آمد زمان راستی کژی شد اندر کاستی     |  | آن شد که آن می‌خواستی از عدل و قانون و نسق |

### نتایج گردهمایی بدشت
به دنبال این موضع‌گیری و توافق میان رهبران، برخی شرکت‌کنندگان دست به اقدامات افراطی زدند و گروهی نیز از آئین بابی دست کشیدند. اما بهائیان از واقعه بدشت به کشف حجاب، رفع حجاب و «قیام طاهره» تعبیر می‌کنند و اگرچه آن را «غیر متعارف» می‌دانند، ولی آن را دارای پیام «مبارزه علیه تحقیر و تبعیض جنسی و همچنین سنن و قیود موجود آنزمان علیه زنان، و تأکید بر بهبود وضع زنان و تحقق برابری حقوق زنان و مردان» می‌دانند. اکثر منابع اولیه بر روی کشف حجاب طاهره در بدشت توافق دارند بااین حال ادوارد براون گفته است که اگر درست به خاطر بیاورد یحیی ازل در خلال مصاحبه‌ای به او گفته است «طاهره هرگز کشف حجاب کامل نکرده و گاه که هنگام ادای سخن حجابش را به کنار می‌زده پس از لحظاتی مجدداً صورت خود را می‌پوشیده است». نگار متحده بی‌حجابی طاهره را با زینب خواهر حسین بن علی در واقعه کربلا مقایسه کرده است. بیت‌العدل بهائیان در پیام ۲۰ ژوئن ۲۰۰۸ می‌نویسد: «طاهره، آن شیرزن بی‌مثیل تاریخ ایران، در سال ۱۲۲۷ شمسی، زمانی که فعّالیّت‌های مربوط به بهبود اوضاع اجتماعی زنان در بعضی از نقاط عالم تازه در حال نضج گرفتن بود، شجاعانه به دفاع از آزادی زنان قیام نمود.»
در گردهمایی بدشت میرزا حسینعلی نوری که از برگزارکنندگان این گردهمایی بود نام «بهاء» را برای خود برگزید، همچنین به محمد علی بارفروشی لقب «قدّوس» و به فاطمه زرین تاج لقب «طاهره» داده شد. در کتاب تنبیه‌النائمین از منابع ازلی اما آمده لقب بهاءالله را طاهره با او اعطاء کرده است: «(حسین‌علی نوری) در قضیه بدشت با جمعی اصحاب در خدمت جناب طاهره بوده و لقب «بهاء» از آن مطهرهٔ معظمه شنوده و باین لقب ممتاز و بین اقران مفتخر و سرافراز گردیدند»
پس از پایان گردهمایی بدشت و به‌دنبال اظهارات جسورانه طاهره و محمدعلی بارفروشی (قدوس) در مورد کنار گذاشتن اسلام، کاروان بابیان شرکت‌کننده در بدشت مورد حمله اهالی روستای نیالا از توابع هزار جریب قرار گرفت. پس از حمله هرکدام از بابیان به سمتی پراکنده شدند. طاهره به همراه برادران نوری (صبح ازل و بهاءالله) از طریق آمل به سمت نور، زادگاه این دو برادر رهسپار شدند.
ضدیت با عقاید بابی نزد برخی از روستاییان میانه راه را دلیل حمله روستاییان به کاروان می‌دانند. هر چند در متونی مانند ناسخ التواریخ (نوشته لسان الملک از مورخان درباری دوران قاجار) به اتهامات بی‌اخلاقی هم اشاره شده است. منگول بیات می‌نویسد گرچه برخی نویسندگان منابع اولیه به وجود شیطنت‌هایی از جانب بعضی پیروان بی‌مسئولیت این آئین اشاره کرده‌اند، گزارش‌های اشتراک زنان و اتهامات غیراخلاقی نسبت به بابیان به شکل بیش از اندازه‌ای مبالغه‌آمیز هستند. علاوه بر روحانیون مسلمان که به علت کشف حجاب طاهره و اعلان نسخ و انقضای قوانین اسلامی و جایگزینی آن با قوانین آئین باب به طاهره اتهامات بی‌اخلاقی می‌بستند، یک میسیونری مسیحی نیز چنین اتهاماتی به طاهره می‌زند. باب در پاسخ به این اتهامات از طاهره دفاع می‌کند و لقب جدید او را مورد تأیید قرار می‌دهد و بر پاکدامنی او صحه می‌گذارد. طاهره به معنی پاکدامن است. باب همچنین طاهره را به تنهایی با مجموع هفده نفر دیگر از حروف حی برابر می‌شمارد. حروف حّی، که طاهره یکی از ایشان بود، اولین هیجده نفری بودند که به باب ایمان آوردند و به همین جهت آنان در تاریخ بابی دارای بالاترین مقام روحانی هستند.

## دستگیری و کشته شدن

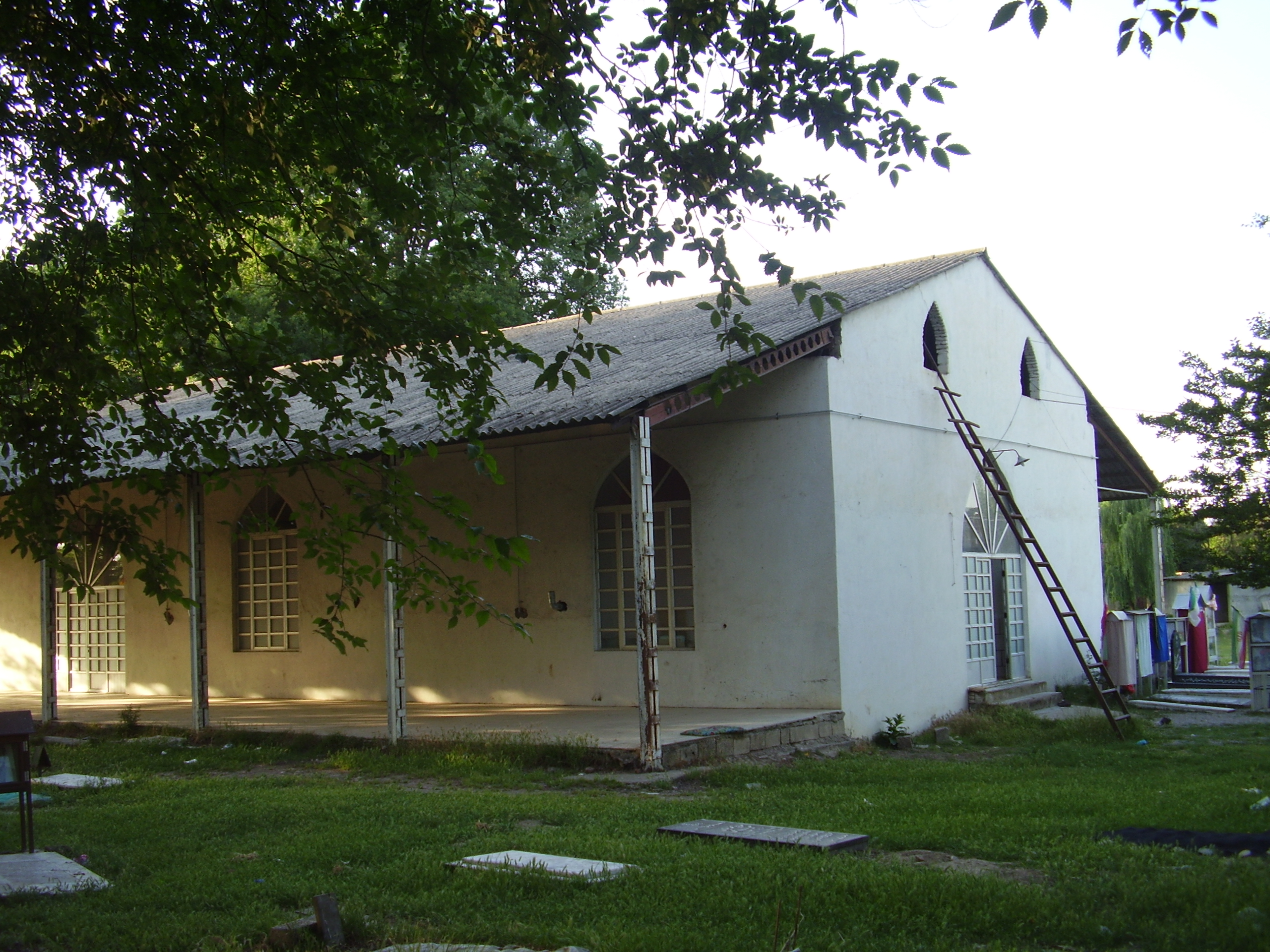
وضعیت فعلی قلعه طبرسی در مازندران

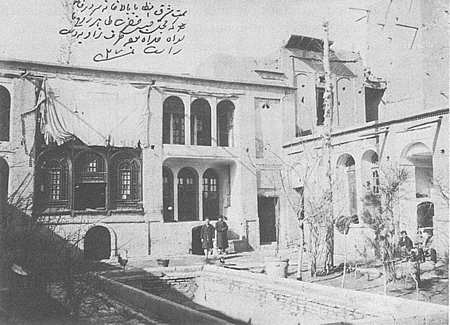
طاهره سال‌های پایانی عمر را در این خانه در تهران زندانی بود.

ماجرای بدشت همچنین باعث شد که بابی‌ها با مأموران حکومتی درگیر شوند. طاهره برای مدت نزدیک به یک سال روستا به روستا زندگی مخفیانه‌ای داشت. وی زمانی که از نور قصد رفتن به جنگ قلعه طبرسی و پیوستن به سایر بابی‌ها را داشت، با اتهام قدیمی صدور دستور کشتن عمویش دستگیر و به تهران اعزام شد.
برای مدت حدود سه سال، طاهره در بالاخانه محمد خان کلانتر، رئیس پلیس تهران در حبس خانگی بود. بر شهرت او افزوده می‌شد و زنان برجسته تهران نیز به دیدن او می‌رفتند. فرزانه میلانی استاد ادبیات فارسی و مطالعات زنان در دانشگاه ویرجینیا گفته است: «طاهره در آخرین سال‌های عمر، دیگر نظریات مغایر با عقیدهٔ خویش را برنمی‌تافت. آرزوی او برای برقراری دیالوگ، برای درافتادن با اعتقادات مستقر زمان از راه گفتگو و تبادل نظر غیرقابل تحقق می‌نمود.»
در طول این سال‌ها، باب اعدام شده بود و عده‌ای از هواداران او به قصد انتقام، به ناصرالدین شاه در نیاوران و در روز ۲۸ شوال ۱۲۶۸ هجری قمری تیراندازی کردند. این ترور نافرجام ماند. شاه نیز در عوض دستور کشتار بابی‌ها را صادر کرد. گفته می‌شود که سال‌ها بعد از جدایی طاهره از همسرش و پیش از اعدام وی در تهران، ناصرالدین‌شاه خواستگاری نافرجامی از او کرده است. طاهره در پاسخ به این خواستگاری بیت زیر را برای شاه فرستاده است.
| تو و ملک و جاه سکندری، من و رسم و راه قلندری |  | اگر آن نکوست تو در خوری، اگر این بد است مرا سزا |

نورالدین مدرسی چهاردهی، از منابع ازلی اصل دیدار شاه با طاهره را رد کرده و گزارش کرده است که: «طاهره در زمان زندانی بودن خود تقاضای ملاقات با ناصرالدین شاه نمود و شاه مایل به ازدواج با او بود. درباریان، از ملاقات طاهره بیمناک شده وهم داشتند که شاه تحت سیطرهٔ طاهره قرار گیرد و زیبایی او موجب شود که شاه مفتونش گردد، لذا مرگ او را جلو آوردند.»
سرانجام در سال ۱۸۵۲ میلادی با حکم دو مجتهد ارشد، طاهره که حدوداً ۳۵ سال داشت نیز محکوم به اعدام شد. هر چند رهبران مرد بابی در ملأ عام کشته شدند، طاهره را در خفا به باغ ایلخانی بردند، خفه کردند و جسدش را در چاه انداختند. به نوشته افسانه نجم‌آبادی، در سیستم قضایی ناصرالدین شاه، طاهره ابتدا به حبس ابد و سپس در دادگاه تجدید نظر به اعدام محکوم شد. طاهره همچنین اولین زنی در ایران بوده است که به اتهام مفسد فی‌الارض اعدام شد.

## تأثیر طاهره بر فعالان حقوق زنان
برخی از منابع بهائی، آخرین سخن طاهره را پیش از اعدام، چنین ثبت نموده‌اند. اروند شرما اعتقاد دارد این نقل قول احتمالاً جعلی است.
می‌توانید به زودی، هر گاه که اراده کردید، مرا به قتل برسانید. اما جلوی آزادی زنان را نمی‌توانید بگیرید.
برخی از فعالان حقوق زنان، طاهره را الگوی مبارزات زنان دانسته‌اند. برای نمونه ماریان هانیش، مادر رئیس‌جمهور اتریش و بنیان‌گذار جنبش نوین زنان در سال ۱۹۲۵ گفت که در فعالیت‌های خود از زندگی طاهره الهام گرفته است. به گفته کاوه لوئیس همت او از اولین قهرمانان جنبش برابری زن و مرد در ایران بوده است.
با این‌حال ریچارد فولتس، لوئیس بِک و گیتی نشاط با رد دیدگاه آن دسته از نویسندگان معاصر که کشف حجاب طاهره را فمینیستی تعبیر می‌کنند، این کار طاهره را بیشتر سمبل لغو شریعت اسلامی و گرویدن به آئین جدید می‌دانند.
دنیس مک اوئن نیز در نقد و بررسی کتاب «تاریخچه‌ای کوتاه بر آیین بهایی» نوشته پیتر اسمیت به تصویر افسانه‌گونه‌ای که بهاییان از طاهره ارائه کرده‌اند اشاره دارد و می‌گوید که اسمیت، طاهره را نه فمینیستی که به دنبال برابری جنسیتی بوده، بلکه زنی تحت تأثیر آموزه‌های دینی می‌داند که کنش‌هایش متأثر از شور و شوق مذهب بوده است.
در عین حال اکثر روایتهای معاصر از آئین بابی بر این نکته هم اتفاق نظر دارند که یکی از اصلی‌ترین تأثیرات اجتماعی این جنبش بهبود وضعیت زنان بوده است.
به عقیده فرزانه میلانی طاهره جایگاهی را که اجتماع برای زنان تعیین کرده بود به چالش کشید، و به طرح مسئله آن پرداخت. درست است که دغدغه‌های‌های طاهره اساساً الهیاتی بودند، اما درخواست صریح وی که به او به عنوان یک زن فضایی داده شود تا خودش فکر کند، به بیان عقایدش بپردازد و صدایش در فضای عمومی شنیده شود، به‌طور قابل توجهی اعتبار جایگاهی که به زنان داده شده بود را زیر سؤال برد. او به عنوان یک متکلم و شاعر سخنور، سکوت و حاشیه ای را که ویژگی زنان دوره او بود به چالش کشید. او نقش‌های جنسیتی موجود را کنار گذاشت تا نقش‌های جدیدی بیافریند.
با اینکه جنبش فمینیستی در ایرانِ آن زمان هنوز آغاز نشده و حتی به مخیله زنان هم نرسیده بود، اما شرح زندگی طاهره به وضوح نشان می‌دهد که او در هر مرحله از زندگی تجسمِ آن جنبش بود. طاهره حتی قبل از گرویدن به آیین بابی، به‌طور مکرر و آشکار برخی از محبوب‌ترین و دیرینه‌ترین هنجارهای جامعه خود را به چالش می‌کشید. تمام داستان زندگی او در واقع بیان مخالفت و نارضایتی از نقش‌های در دسترس زنان است. در واقع، او با رفتار خود نه تنها دین مستقر بلکه کل ساختار جامعه مرد محور را برهم زد. او از فضایل زنانه تسلیم، خانه‌داری، عدم حضور در دید عموم و سکوت دوری کرد. او با قدرتِ بیان به جای سکوت، ساختارشکنی به جای فرمانبرداری و حرکت به جای حصار کشیدگی، ارزشهای حاکم بر نظم مستقر را به چالش کشید.
به گفته ویلسون، فشار مذهب جدید به اندازه کافی قوی نبوده است که باعث آزادی زنان گردد و زنان بهائی پس از طاهره همچنان حجاب بر سر می‌گذاشتند.
در بررسی مذهب پیشگامان جنبش حقوق زنان در ایران می‌بینیم که مذهب یک یا دو نفر از آنان بابی است. البته مسئله مذهب برای بابیان که تحت آزار و اذیت قرار داشتند مسئله‌ای حساس بود و بسیاری مذهب خود را پنهان می‌کردند. همچنین با اینکه فقط یک یا دو نفر از فعالان پیشگام از خانواده‌ای بابی بودند، اما اکثر خانواده پشتیبان آزادی زنان بودند. در نتیجهٔ همهٔ این عوامل، تعیین اینکه چه کسی واقعاً بابی بود و چه کسی نبود تقریباً ناممکن می‌شود.
برای مثال، صدیقه دولت‌آبادی سردبیر نشریه زبان زنان احتمالاً بابی بوده است. هرچند که در خاطرات وی می‌خوانیم در سال ۱۳۰۰ که مأمور گمرک از دیدن سفر یک زن ایرانی تنها به اروپا تعجب کرده بود، فکر می‌کرد او غیرمسلمان است اما صدیقه دولت‌آبادی تأکید کرده که مسلمان است. الیز ساناساریان این پرسش‌ها را مطرح می‌کند که آیا او واقعاً در آن زمان مسلمان بوده و بعداً بابی شده است؟ آیا خواهر و برادرش، پری و یحیی دولت‌آبادی که آن‌ها هم از جنبش حقوق زنان حمایت می‌کنند، نیز بابی بوده‌اند؟
امروزه در آمریکا یک سازمان حقوق بشری با عنوان طاهره به فعالیت‌های حقوق بشری زنان و دختران می‌پردازد.

## طاهره در آثار هنری

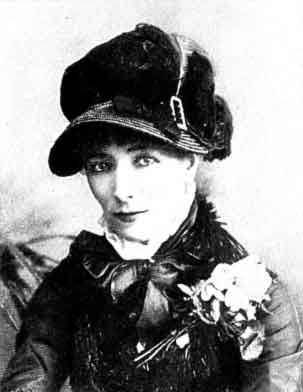
سارا برنادت هنرپیشه‌ای که نقش طاهره را در یک نمایش ایفا کرد

طاهره موضوع چند نمایش و فیلم بوده است. سارا برنادت (۱۸۴۴–۱۹۲۳) بازیگر فرانسوی در نمایش‌نامه‌ای در نقش طاهره در سن پطرزبورگ بازی کرده است. در دهه نود یک فیلم درام تلویزیونی در مورد طاهره در لس آنجلس ساخته شد و در شیکاگو، ایلینوی یک سری نمایشنامه به کارگردانی عزت گوشه‌گیر بر روی صحنه رفت. در سال ۲۰۱۱ نیلوفر بیضایی نمایشی را به روی صحنه برد که به اندیشه‌های طاهره و شرایطی که باعث پیوستن او به بابیان و ترک خانه و کاشانه شد می‌پرداخت. همچنین در سال ۲۰۱۷ شبنم طلوعی فیلم مستندی ساخت به نام «خاک-شکوفه-آتش» که به زندگی طاهره از تولد تا اعدام می‌پردازد.

## شعر و ادب

دست‌خط طاهره در یکی از نامه‌های او

طاهره قرةالعین طبع شعر و نویسندگی داشت. آثار قلمی متعددی به صورت شعر و نامه از وی به‌جا مانده است. بخشی از مقالات و نامه‌هایش در بخش سوم کتاب ظهور الحق (تهران، ۱۳۲۲ ق) و بخشی دیگر در کتاب الکواکب الدریه فی مآثر البهائیه در مصر به چاپ رسیده است. از او اشعاری با موضوعات عرفانی و فلسفی باقی مانده است. اشعار او رویکرد شدید مذهبی او را نشان می‌دهد. به‌علاوه او هزلی در مورد رد کردن خواستگاری ناصرالدین شاه دارد.
به دلیل کشتار عمومی بابی‌ها، بسیاری از اسناد مکتوب بابی‌ها از میان رفته‌اند. به همین دلیل اشعاری که از طاهره باقی مانده است، بیشتر به صورت سینه به سینه و از حفظ نقل شده‌اند. مجموع اشعار باقی‌مانده از طاهره به کمتر از ۶۰ شعر کوتاه و متوسط می‌رسد. برخی نویسندگان مدرن‌تر اشعار او را به دلیل به‌کارگیری کلمات پرتکلف مورد نقد قرار داده‌اند. یکصد و پنجاه سال پس از مرگ طاهره و در سال ۱۹۹۰ میلادی، یک محقق آذربایجانی مدعی شد که اشعاری از طاهره به زبان ترکی را یافته است.
اشعار زیادی به طاهره قرةالعین منسوب است اما بسیاری از آن‌ها از ام هانی، عفت نسابه، عشرت شیرازی، صحبت لاری و دیگران است؛ زیرا به نوشتهٔ نعمت‌الله ذکایی بیضایی «او هر کجا شعری عرفانی می‌یافت یا جالب به نظرش می‌رسید، یادداشت و حفظ می‌کرد و در مواقع مناسب بر زبان می‌آورد. نزدیکان وی که آن اشعار را از او می‌شنیدند یا به خط او می‌دیدند، چون از مأخذ آن‌ها اطلاعی نداشتند، تصور می‌کردند از آن خود اوست و به نام او در یادداشت‌هایشان ضبط می‌کردند.» حسین پرتو بیضائی در کتاب خود، اشعار معروفی را که به قرةالعین منسوب است اما از شعرای دیگر می‌باشد، نمایانده است. به نوشتهٔ او قرةالعین دفتر شعری شامل ۷۳ صفحه و بالغ بر ۴۷۵ بیت شعر و در هشت قسمت یا منظومه داشته است که دو قسمت از آن مربوط به شخصی به نام بهجت است.
به گفته سوزان استایلزمنک، منابع دانشورانه مسلمان، ثابت کرده‌اند که بعضی از اشعاری که زمانی به وی منسوب بوده‌اند، در واقع اثر شعرای قدیمی‌تر مانند صحبت لاری هستند. ولی فرانکلین لوئیس، استاد کرسی ادبیات فارسی دانشگاه شیکاگو، این اشعار را تضمین طاهره از شعرایی مانند صحبت لاری می‌داند.
غزل زیر از مشهورترین غزل‌های منسوب به اوست و ترانه‌ای بر اساس این غزل توسط فریدون فروغی اجرا شده است. همچنین، محمدرضا شجریان این شعر را بر روی ترانه «چهره به چهره» با آهنگی از محمدرضا لطفی در جشن هنر شیراز اجرا نموده است.
| گر به تو اُفتَدم نظر چهره به چهره رو به رو |  | شرح دهم غم تو را نکته به نکته مو به مو      |
| از پی دیدن رخت همچو صبا فتاده‌ام          |  | خانه به خانه در به در کوُچه به کوچه کو به کو |
| می‌رود از فراق تو خون دل از دو دیده‌ام     |  | دجله به دجله یم به یم چشمه به چشمه جو به جو |
| دور دهان تنگ تو عارض عنبرین خطت          |  | غنچه به غنچه گل به گل لاله به لاله بو به بو |
| ابرو و چشم و خال تو صید نموده مرغ دل     |  | طبع به طبع دل به دل مهر به مهر و خو به خو   |
| مهر تو را دل حزین بافته بر قماش جان      |  | رشته به رشته نخ به نخ تار به تار پو به پو   |
| در دل خویش «طاهره» گشت و ندید جز تو را   |  | صفحه به صفحه لا به لا پرده به پرده تو به تو |

محیط طباطبایی با ذکر مخمسی از میرزا محمد طاهر وحید که صد و ده سال پیش از طاهره می‌زیسته است، نشان داده که این غزل نه از طاهره و نه از میرزا طاهر، بلکه از طاهر کاشی است. نصرت‌الله محمدحسینی، نویسنده بهائی نیز می‌گوید: «[این غزل] به احتمال قوی سروده طاهر کاشانی است. استناد نگارنده به جُنگی از اشعار شاعران پارسی‌گوی است که در زمان فتحعلی‌شاه قاجار فراهم گشته و در کتابخانه ملک طهران موجود است.» اقبال لاهوری در جاویدنامه شعری با نام «نوای طاهره» و بدین مضمون دارد.

## طاهره و بابیان
در نزد بسیاری از بابیان، طاهره، ظهور مجدد یا رجعت فاطمه (دختر محمد پیامبر اسلام) بود. حتی فارغ از این ادعا، در هر صورت این موضوع غیرقابل چالش است که طاهره در نزد بابیان همان مقام معنوی و سمبلیکی داشت که فاطمه در نزد شیعیان دارد.
نخستین اثر سید علی‌محمد باب تفسیر سوره یوسف است که شوقی افندی آن را قرآن دوره بابی می‌داند. در این اثر که به احسن‌القصص و قیوم‌الاسماء نیز معروف است، بارها و بارها به شکل مستقیم از طاهره نام برده می‌شود. سید علی‌محمد باب در جای دیگر در خصوص طاهره مطلبی گفته که بیانگر تام‌الاختیار بودن او است:
بدانید که او به خدایش ایمان آورد و با نفس خود مخالفت کرد، از عدل خدا ترسان است و از روز دیدار رب رعایت می‌کند. آنچه از آیات و خبرها و آثار بیان می‌کند، از سوی ماست. دوست ندارم کسی او را انکار کند، اگر چه سخن‌های او از عقل شما دور باشد.
ازلیها رابطه طاهره و باب را از نوع جذبه مولوی به شمس تبریز ارزیابی نموده و اشعار طاهره را نیز ناشی از خلسه چنین جذبه‌ای تفسیر می‌کنند.
منابع ازلی، نه‌تنها لقب طاهره را از سوی سید علی‌محمد باب می‌دانند، بلکه اعطای لقب «بهاء» به حسین‌علی نوری را نیز از سوی طاهره دانسته‌اند. عزیه‌خانم، عمه عباس افندی، در کتاب تنبیه‌النائمین گفته است: «(حسین‌علی نوری) در قضیه بدشت با جمعی اصحاب در خدمت جناب طاهره بوده و لقب بهاء از آن مطهرهٔ معظمه شنوده و باین لقب ممتاز و بین اقران مفتخر و سرافراز گردیدند»

### سهم طاهره در جنبش باب
دربارهٔ تأثیر مثبت یا منفی طاهره در ترویج آئین بابی اختلاف نظر وجود دارد. طاهره در تأکید برگزار از سنت‌های اسلامی از دیگر رهبران بابی بی‌پرده‌تر و صریح‌تر بوده است. حسن موقر بالیوزی، یکی از مورخان بهایی گزارش کرده است که «طاهره نقش بسیار مؤثری در اقبال تعدادی از یهودیان به دیانت بابی در همدان داشته است» به گفته دنیس مک‌ایون طاهره عملاً پس از سید علی محمد باب تأثیر گذارترین شخصیت جنبش باب بود. طاهره تفسیری رادیکال از بابی گری ارائه کرد که گرچه موجب جدایی در جامعه بابی‌ها در ایران و عراق گردید ولی باعث پیوند موعودگرایی با مفهوم باب شد.
ولی احمد کسروی دربارهٔ اقدامات قرةالعین می‌نویسد: «داستان قرةالعین شگفت‌آور است ولی دلیلی از آن به سود کیش‌های بابی و بهایی نتوان آورد. در کوشش‌ها نیز زیان قرةالعین کمتر از سودش نبوده. در جستن او از خانه شوهر و همرهیش با مردان و آن داستان دشت بدشت که خود بهائیان پوشیده نداشته‌اند، دستاویز دشمنان بیشتر گردیده تا دستاویز دوستان»
به‌هرحال حتی در زمان حیات او، نه فقط مسلمانان، بلکه بابیان زیادی از صراحت لهجه و رک‌گویی او در عذاب بودند. بابیان زیادی به‌طور مکرر نزد باب از طاهره گله و شکایت می‌کردند. سید علی‌محمد باب همواره در این‌گونه موارد جانب طاهره را می‌گرفت و از پیروانش می‌خواست که از طاهره پشتیبانی نمایند. کمی پس از گردهمایی بدشت که طاهره در آن نقشی محوری ایفا نمود باب در نوشته‌ای از مقام او تجلیل نمود و او را به تنهایی با مجموع هفده نفر دیگر از حروف حی برابر شمارد. حروف حّی، که طاهره یکی از ایشان بود، اولین هیجده نفری بودند که به باب ایمان آوردند و به همین جهت آنان در تاریخ بابی دارای بالاترین مقام روحانی هستند.

## طاهره و بهائیان
بهائیان طاهره را یک زن الگو و مظهر شجاعت و تهور می‌دانند و بر این خصوصیت او بیش‌تر تأکید می‌کنند. شوقی افندی او را شاعره‌ای جوان، از خاندانی برجسته صاحب جمال و بلاغتی مسحورکننده، روحی شکست ناپذیر، نظریاتی متهورانه و رفتاری بی‌نهایت شجاعانه معرفی کرده است. بیت‌العدل بهائیان در پیام ۲۰ ژوئن ۲۰۰۸ می‌نویسد، طاهره، آن شیرزن بی‌مثیل تاریخ ایران، در سال ۱۲۲۷ شمسی، زمانی که فعّالیّت‌های مربوط به بهبود اوضاع اجتماعی زنان در بعضی از نقاط عالم تازه در حال نضج گرفتن بود، شجاعانه به دفاع از آزادی زنان قیام نمود. بهائیان همچنین اظهار می‌کنند که طاهره به مقامی که قرار بود در آینده بهاءالله به آن دست پیدا کند واقف بوده است.
اکثر روایتهای معاصر یکی از اصلی‌ترین تأثیرات اجتماعی آئین بابی را که طلیعه آئین بهائی محسوب می‌شود، بهبود وضعیت زنان می‌دانند. باب در عمل با پشتیبانی و دفاع از طاهره و انتصاب او در شمار حروف حی (هجده حواری اولیه او) حمایت خود را از حقوق زنان نشان می‌داد.
سوزان استایلزمنک و ارویند شارما طاهره را یکی از سه زن مهم در آئین بهایی (در کنار آسیه‌خانم، همسر و بهیه‌خانم، دختر بهاءالله) می‌دانند، با این‌حال تأکید می‌کنند که نام طاهره محبوبترین نام برای نوزادان دختر بهایی در هر دو کشور ایران و ایالات متحده است.
بهائیان از واقعه بدشت به کشف حجاب، رفع حجاب و «قیام طاهره» تعبیر می‌کنند و اگرچه آن را «غیر متعارف» می‌دانند، ولی آن را دارای پیام «مبارزه علیه تحقیر و تبعیض جنسی و همچنین سنن و قیود موجود آنزمان علیه زنان، و تأکید بر بهبود وضع زنان و تحقق برابری حقوق زنان و مردان» می‌دانند. اکثر منابع اولیه بر روی کشف حجاب طاهره در بدشت توافق دارند بااین حال ادوارد براون گفته است که اگر درست به خاطر بیاورد یحیی ازل در خلال مصاحبه‌ای به او گفته است «طاهره هرگز کشف حجاب کامل نکرده و گاه که هنگام ادای سخن حجابش را به کنار می‌زده پس از لحظاتی مجدداً صورت خود را می‌پوشیده است». نگار متحده بی‌حجابی طاهره را با زینب خواهر حسین بن علی در واقعه کربلا مقایسه کرده است.

### سمینارهای بزرگداشت طاهره
اوائل اوت سال ۲۰۱۶، یازدهمین دوسالانه انجمن ایران پژوهی، سمیناری با ارائه چهار مقاله علمی در رابطه با زندگی و آثار طاهره در دانشگاه وین برگزار کرد. در این سمینار صهبا شایانی، ساشا دهقانی، امید قائم‌مقامی و فیلیپ بُکهولت مقالاتی ارائه دادند. صهبا شایانی به بررسی تأثیرات طاهره بر زنانی از زادگاهش قزوین که با او در ارتباط بودند پرداخت. ساشا دهقانی شخصیت طاهره را به عنوان یک شاعر مورد بررسی قرار داد. نقش طاهره به عنوان یک شاعر بیشتر به علت تعصبات و نابردباری‌های مذهبی-سیاسی و همچنین عدم اطلاعات دقیق و منابع اولیه راجع به اشعار وی، نادیده گرفته شده است. ساشا دهقانی با بررسی سه شعر منسوب به طاهره که به اقتباس از اشعاری از رومی، جامی و گوهر بیگم آذربایجانی سروده، و با مقایسه آنها با اصل اشعار شخصیت شاعری او را واکاوی کرد. امید قائم‌مقامی به موضوع برداشت و شناخت محققان و مستشرقان اروپایی و مصلحان دنیای اسلام از طاهره پرداخت و فیلیپ بُکهولت آثار منثور طاهره را مورد بررسی قرار داد.
بهائیان در فرصت‌های مختلف گردهمایی‌هایی در بزرگداشت طاهره برگزار می‌کنند. از جمله گردهمایی‌های برگزار شده گردهمایی ۱۸ ژوئیه ۲۰۱۵ میلادی در ویرجینیای آمریکا می‌باشد. در این گردهمایی که به مناسبت دویستمین سالگرد تولد طاهره برگزار شده بود مهرانگیز کار، کاویان صادق زاده میلانی و نسرین افضلی سخنرانی کردند.